# Daniil Kvjat
Daniil Vjatjeslavovitj Kvyat  (russisk: Даниил Вячеславович Квят ; født 26. april 1994 i Ufa) er en russisk racerkører, der i starten af 2016-sæsonen kørte Formel 1 for Red Bull Racing men senere på sæsonen blev tilbage flyttet til RedBull's juniorteam Toro Rosso. I 2017-sæsonen kører han også Formel 1 for Toro Rosso.

## Historie
I 2013 vandt han GP3 Series, og i 2014 debuterede han i Formel 1 for Toro Rosso, hvor han endte på en samlet 15. plads. Fra 2015 skiftede han til Red Bull Racing, hvor han blev teamkammerat med Daniel Ricciardo. I de første par F1-løb i 2016 kørte han også for Red Bull Racing, men byttede derefter plads med Max Verstappen, pga. manglende præstationer fra Daniil Kvyat's side.  